# 広島県道198号向洋停車場線
広島県道198号向洋停車場線（ひろしまけんどう198ごう むかいなだていしゃじょうせん）は、広島県安芸郡海田町を通る一般県道である。

## 概要
JR西日本山陽本線 向洋駅から広島県道164号広島海田線（国道2号旧道）交点を結ぶ。

### 路線データ
- 起点：広島県安芸郡府中町青崎南（JR西日本山陽本線 向洋駅前）
- 終点：広島県安芸郡府中町青崎南（広島県道164号広島海田線交点）
- 総延長：86.5 m

## 歴史
- 1960年（昭和35年）10月10日 - 広島県告示第682号により、広島県道65号向洋停車場線として認定される。
- 1972年（昭和47年）11月1日 - 広島県の県道番号再編により、現行の路線番号に変更される。

## 路線状況
全線を通じて道幅は狭く、大型車の通行は困難である。現在、JR西日本山陽本線 向洋駅付近の高架化が計画されており、それに際して駅前再開発が行われて拡幅されることになっているが、広島市の財政難などにより高架化自体進展しておらず、いつ実現するかは不透明である。
終点で接続する広島県道164号広島海田線は日中は交通量が多いため、深夜・早朝を除いて海田方面から本路線に右折進入することは避けたほうがいい。

## 地理

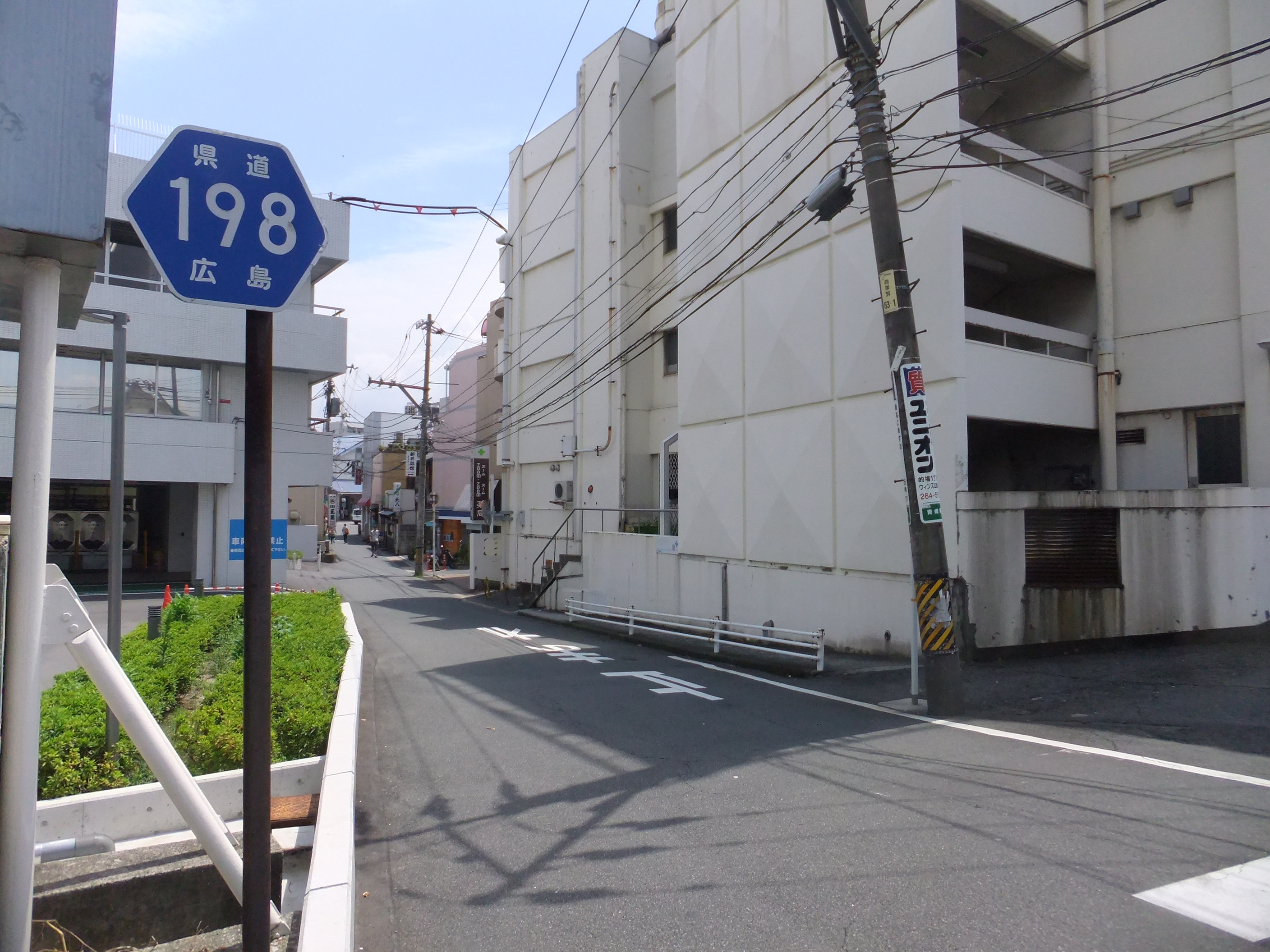
全景

### 通過する自治体
- 広島県
  - 安芸郡府中町

### 交差する道路
| 交差する道路            | 交差する場所 | 交差する場所 |
| ----------------------- | ------------ | ------------ |
| 広島県道164号広島海田線 | 青崎南       | 終点         |

### 沿線
- JR西日本山陽本線 向洋駅
- 広島東警察署 向洋駅前交番
- マツダ病院
- マツダ本社および本社工場